# Hans-Joachim Lenz (Architekt)

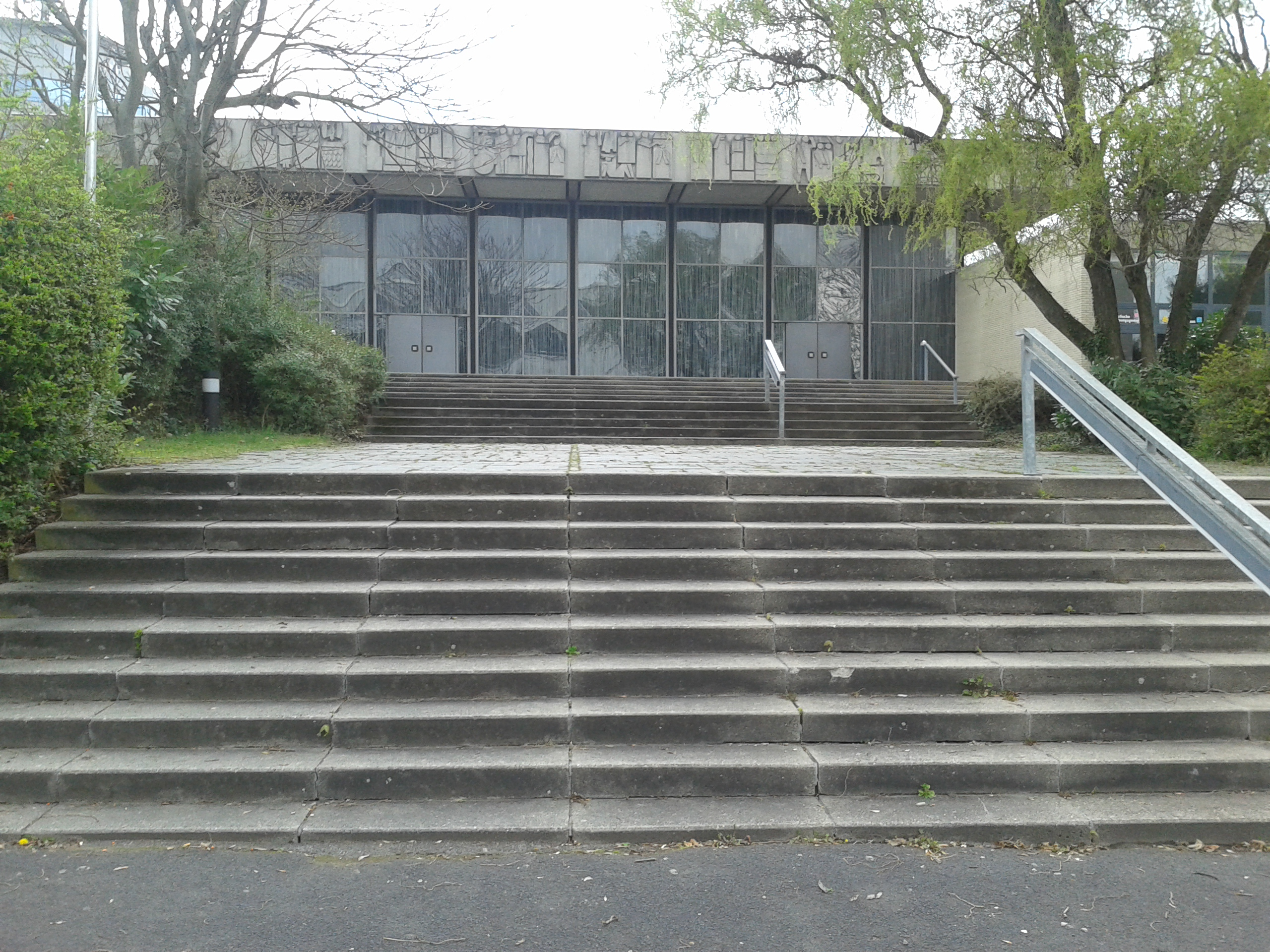
Auferstehungskirche in Mainz

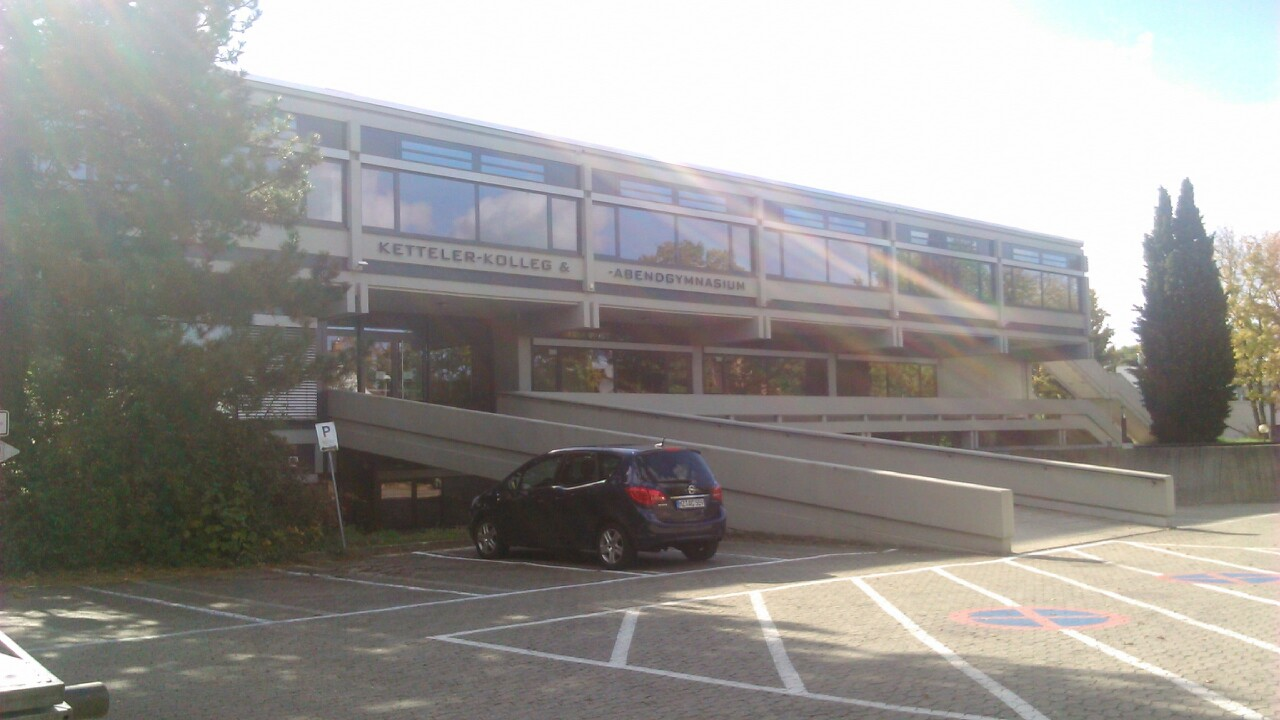
Ketteler-Kolleg in Mainz

Hans-Joachim Lenz (* 23. Juli 1926 in Mainz; † Februar 2022) war ein deutscher Architekt.

## Leben
Nach Militärdienst und Kriegsende studierte Lenz bis 1951 Architektur an der Technischen Hochschule Darmstadt. 1952 gründete er in Mainz ein eigenes Büro, das er in wechselnden Partnerschaften und mit verschiedenen Filialen bis 1990 weiterführte. Sein Werk reicht vom Kirchen- und Bildungsbau über Aufträge aus Industrie und Forschung bis hin zu touristischen Projekten. Nach einem anfänglichen Schwerpunkt im Raum Mainz weitete sich sein Radius ab Mitte der 1960er Jahre bis nach Südeuropa und Südamerika sowie in den Nahen Osten.
Lenz übernahm Lehraufträge in Kaiserslautern, Frankfurt am Main, Würzburg, Hagen und Karlsruhe. 1979 promovierte er an der Universität Kaiserslautern. Ab den späten 1980er Jahren widmete er sich in Vorträgen, später in Publikationen, mit einem Verein und durch eine nach ihm benannte Stiftung vorwiegend geistigen und geistlichen Themen.

## Bauten (Auswahl)
Die Bauten und Projekte wurden jeweils in wechselnden Büropartnerschaften umgesetzt:
- 1956: katholische Kirche St. Nikolaus in Mainz-Mombach (mit Heinz Laubach)[5]
- 1957: Sozialgebäude der Linde’s Eismaschinen AG in Mainz-Kostheim (mit Eugen Müller)[6][7]
- 1961: Rechts- und Wirtschaftswissenschaftliches Institut (Haus Recht und Wirtschaft I) der Universität Mainz[8]
- 1961: Hotel Europa in Recklinghausen[9]
- 1962: Auferstehungskirche in Mainz
- 1965: IBM-Werk in Mainz[10]
- 1966: Ketteler-Kolleg in Mainz
- 1960er Jahre?: Beteiligung am Wiederaufbau der Altstadt von Agadir (u. a. Hauptmoschee)[2]